# U-383 (tàu ngầm Đức)
U-383 là một tàu ngầm tấn công  Lớp Type VII thuộc phân lớp Type VIIC được Hải quân Đức Quốc Xã chế tạo trong Chiến tranh Thế giới thứ hai. Nhập biên chế năm 1942, nó đã thực hiện được bốn chuyến tuần tra và đánh chìm được một tàu buôn tải trọng 423 GRT. Trong chuyến tuần tra cuối cùng, U-383 bị một thủy phi cơ Short Sunderland của Không quân Hoàng gia Anh đánh chìm trong vịnh Biscay vào ngày 1 tháng 8, 1943.

## Thiết kế và chế tạo

### Thiết kế

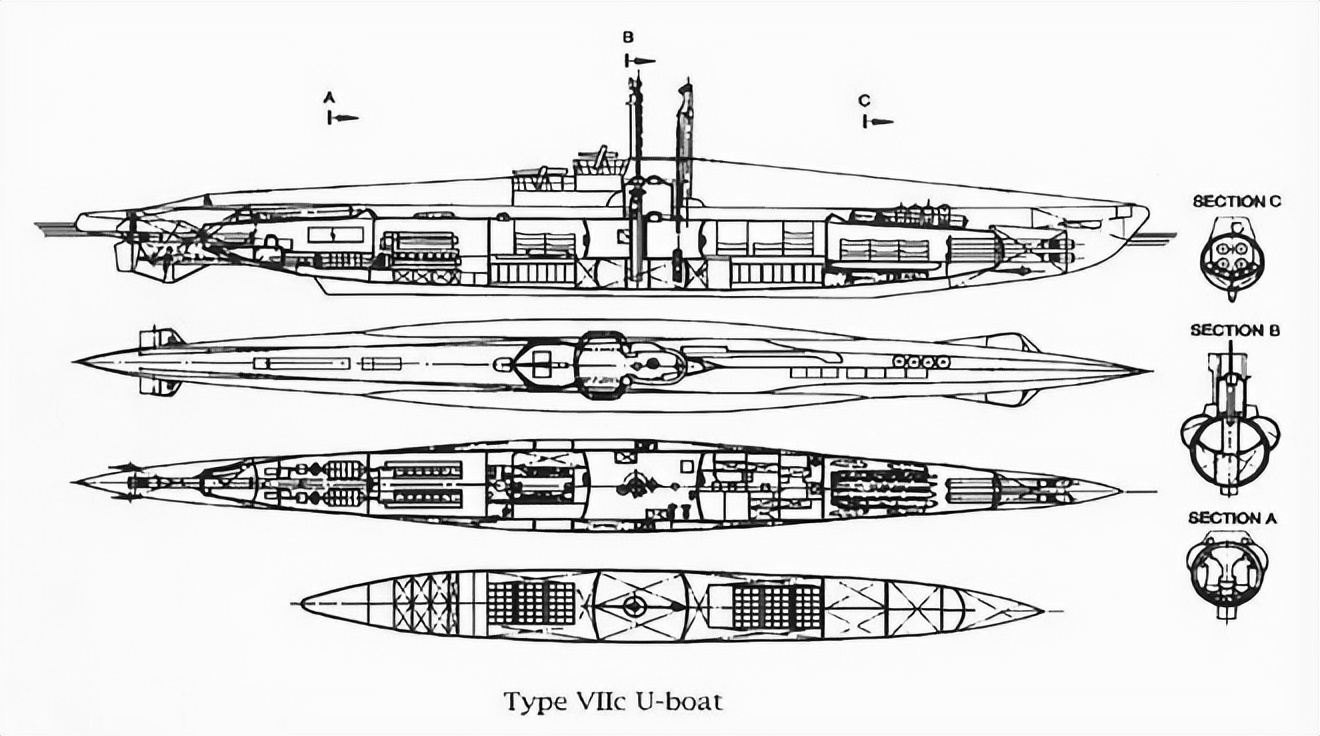
Sơ đồ các mặt cắt một tàu ngầm Type VIIC

Phân lớp VIIC của Tàu ngầm Type VII là một phiên bản VIIB được kéo dài thêm. Chúng có trọng lượng choán nước 769 t (757 tấn Anh) khi nổi và 871 t (857 tấn Anh) khi lặn). Con tàu có chiều dài chung 67,10 m (220 ft 2 in), lớp vỏ trong chịu áp lực dài 50,50 m (165 ft 8 in), mạn tàu rộng 6,20 m (20 ft 4 in), chiều cao 9,60 m (31 ft 6 in) và mớn nước 4,74 m (15 ft 7 in).
Chúng trang bị hai động cơ diesel Germaniawerft F46 siêu tăng áp 6-xy lanh 4 thì, tổng công suất 2.800–3.200 PS (2.100–2.400 kW; 2.800–3.200 bhp), dẫn động hai trục chân vịt đường kính 1,23 m (4,0 ft), cho phép đạt tốc độ tối đa 17,7 kn (32,8 km/h), và tầm hoạt động tối đa 8.500 nmi (15.700 km) khi đi tốc độ đường trường 10 kn (19 km/h). Khi đi ngầm dưới nước, chúng sử dụng hai động cơ/máy phát điện Garbe, Lahmeyer & Co. RP 137/c  tổng công suất 750 PS (550 kW; 740 shp). Tốc độ tối đa khi lặn là 7,6 kn (14,1 km/h), và tầm hoạt động 80 nmi (150 km) ở tốc độ 4 kn (7,4 km/h). Con tàu có khả năng lặn sâu đến 230 m (750 ft).
Vũ khí trang bị có năm ống phóng ngư lôi 53,3 cm (21 in), bao gồm bốn ống trước mũi và một ống phía đuôi, và mang theo tổng cộng 14 quả ngư lôi, hoặc tối đa 22 quả thủy lôi TMA, hoặc 33 quả TMB. Tàu ngầm Type VIIC bố trí một hải pháo 8,8 cm SK C/35 cùng một pháo phòng không 2 cm (0,79 in) trên boong tàu. Thủy thủ đoàn bao gồm 4 sĩ quan và 40-56 thủy thủ.

### Chế tạo
U-383 được đặt hàng vào ngày 15 tháng 8, 1940, và được đặt lườn tại xưởng tàu của hãng Howaldtswerke ở Kiel vào ngày 29 tháng 3, 1941. Nó được hạ thủy vào ngày 22 tháng 4, 1942, và nhập biên chế cùng Hải quân Đức Quốc Xã vào ngày 6 tháng 6, 1942 dưới quyền chỉ huy của Hạm trưởng, Trung úy Hải quân Horst Kremser.

## Lịch sử hoạt động

### 1942
Sau khi hoàn tất việc huấn luyện trong thành phần Chi hạm đội U-boat 8, U-383 được điều sang Chi hạm đội U-boat 9 từ ngày 1 tháng 10, 1942 để hoạt động trên tuyến đầu.

#### Chuyến tuần tra thứ nhất
U-383 khởi hành từ Kiel vào ngày 17 tháng 10 cho chuyến tuần tra đầu tiên trong chiến tranh. Nó băng qua khe GIUK giữa Iceland và quần đảo Faroe để vòng qua quần đảo Anh và hoạt động trong vùng biển giữa Bắc Đại Tây Dương. Trên đường đi lúc giữa trưa ngày 24 tháng 10, nó phóng ngư lôi đánh chìm tàu đánh cá Iceland Jon Olafsson 423 GRT ở vị trí khoảng 100 mi (160 km) về phía Nam Iceland, tại tọa độ 62°09′B 16°52′T / 62,15°B 16,867°T, khiến toàn bộ 13 thành viên thủy thủ đoàn thiệt mạng. Kết thúc chuyến tuần tra, chiếc U-boat đi đến cảng Brest bên bờ Đại Tây Dương của Pháp đã bị Đức chiếm đóng, đến nơi vào ngày 9 tháng 12. Cảng này trở thành căn cứ hoạt động của U-383 cho đến hết quãng đời hoạt động của nó.

### 1943

#### Chuyến tuần tra thứ hai và thứ ba
Từ căn cứ Brest, U-383 lần lượt thực hiện thêm hai chuyến tuần tra từ ngày 6 tháng 1 đến ngày 10 tháng 3 và từ ngày 17 tháng 4 đến ngày 25 tháng 5, 1943. Trong cả hai lượt hoạt động tại vùng biển Trung tâm Đại Tây Dương này, nó không đánh chìm được thêm mục tiêu nào.

#### Chuyến tuần tra thứ tư – Bị mất
U-383 khởi hành từ Brest vào ngày 27 tháng 7 cho chuyến tuần tra thứ tư, cũng là chuyến cuối cùng, để hoạt động trong vịnh Biscay ngoài khơi bờ biển nước Pháp. Lúc chiều tối ngày 1 tháng 8, ở vị trí về phía Tây Brittany, tại tọa độ 47°24′B 12°10′T / 47,4°B 12,167°T, nó bị một thủy phi cơ Short Sunderland thuộc Liên đội 228 Không quân Hoàng gia Anh. Hỏa lực phòng không chống trả từ chiếc tàu ngầm đã bắn trúng và gây hư hại cho chiếc Sunderland, nhưng chiếc thủy phi cơ đối phương vẫn ném mìn sâu tấn công chiếc tàu ngầm rồi quay trở về căn cứ an toàn. Đại úy Kremser đánh điện cầu cứu, nhưng khi ba tàu U-boat cùng ba tàu phóng lôi Đức đi đến hiện trường, họ tìm kiếm suốt đêm và sang sáng ngày hôm sau nhưng vẫn không tìm thấy U-383. Chiếc tàu ngầm được cho là đã mất với tổn thất toàn bộ 52 thành viên thủy thủ đoàn trên tàu.

### "Bầy sói" tham gia
U-383 từng tham gia mười bầy sói:
- Puma (26 – 29 tháng 10, 1942)
- Natter (30 tháng 10 – 8 tháng 11, 1942)
- Kreuzotter (8 – 18 tháng 11, 1942)
- Habicht (10 – 19 tháng 1, 1943)
- Haudegen (19 tháng 1 – 15 tháng 2, 1943)
- Sturmbock (23 – 26 tháng 2, 1943)
- Amsel (22 tháng 4 – 3 tháng 5, 1943)
- Amsel 2 (3 – 6 tháng 5, 1943)
- Elbe (7 – 10 tháng 5, 1943)
- Elbe 2 (10 – 14 tháng 5, 1943)

### Tóm tắt chiến công
U-383 đã đánh chìm được một tàu buôn tổng tải trọng 432 GRT:
| Ngày              | Tên tàu      | Quốc tịch | Tải trọng | Số phận      |
| ----------------- | ------------ | --------- | --------- | ------------ |
| 24 tháng 10, 1942 | Jon Olafsson | Iceland   | 423       | Bị đánh chìm |